# Агріж (комуна)
Агріж (рум. Agrij) — комуна у повіті Селаж в Румунії. До складу комуни входять такі села (дані про населення за 2002 рік):
- Агріж (1042 особи) — адміністративний центр комуни
- Рестолцу-Дешерт (353 особи)

Комуна розташована на відстані 373 км на північний захід від Бухареста, 13 км на південь від Залеу, 49 км на північний захід від Клуж-Напоки.

## Населення
За даними перепису населення 2002 року у комуні проживали 1395 осіб. Усі жителі комуни рідною мовою назвали румунську.
Національний склад населення комуни:
| Національність | Кількість осіб | Відсоток |
| -------------- | -------------- | -------- |
| румуни         | 1109           | 79,5%    |
| цигани         | 285            | 20,4%    |
| угорці         | 1              | 0,1%     |

Склад населення комуни за віросповіданням:
| Релігія        | Кількість осіб | Відсоток |
| -------------- | -------------- | -------- |
| православні    | 1285           | 92,1%    |
| баптисти       | 76             | 5,4%     |
| п'ятдесятники  | 25             | 1,8%     |
| греко-католики | 8              | 0,6%     |
| римо-католики  | 1              | 0,1%     |